# Airònda e Buron
Yronde-et-Buron és un municipi francès situat al departament del Puèi Domat i a la regió d'Alvèrnia-Roine-Alps. L'any 2007 tenia 583 habitants.

## Demografia

### Població
El 2007 la població de fet de Yronde-et-Buron era de 583 persones. Hi havia 258 famílies de les quals 80 eren unipersonals (36 homes vivint sols i 44 dones vivint soles), 87 parelles sense fills, 79 parelles amb fills i 12 famílies monoparentals amb fills.
La població ha evolucionat segons el següent gràfic:
Habitants censats

### Habitatges
El 2007 hi havia 339 habitatges, 257 eren l'habitatge principal de la família, 36 eren segones residències i 46 estaven desocupats. 337 eren cases i 1 era un apartament. Dels 257 habitatges principals, 234 estaven ocupats pels seus propietaris, 14 estaven llogats i ocupats pels llogaters i 9 estaven cedits a títol gratuït; 2 tenien una cambra, 10 en tenien dues, 30 en tenien tres, 67 en tenien quatre i 148 en tenien cinc o més. 192 habitatges disposaven pel capbaix d'una plaça de pàrquing. A 97 habitatges hi havia un automòbil i a 142 n'hi havia dos o més.

### Piràmide de població
La piràmide de població per edats i sexe el 2009 era:
| Homes | Edats   | Dones |
| ----- | ------- | ----- |
| 0     | 95 o +  | 0     |
| 0     | 90 a 94 | 0     |
| 0     | 85 a 89 | 4     |
| 0     | 80 a 84 | 0     |
| 4     | 75 a 79 | 20    |
| 28    | 70 a 74 | 20    |
| 20    | 65 a 69 | 32    |
| 8     | 60 a 64 | 20    |
| 20    | 55 a 59 | 16    |
| 32    | 50 a 54 | 28    |
| 24    | 45 a 49 | 28    |
| 4     | 40 a 44 | 20    |
| 20    | 35 a 39 | 24    |
| 16    | 30 a 34 | 32    |
| 8     | 25 a 29 | 4     |
| 4     | 20 a 24 | 4     |
| 32    | 15 a 19 | 28    |
| 16    | 10 a 14 | 20    |
| 24    | 5 a 9   | 8     |
| 24    | 0 a 4   | 12    |

## Economia
El 2007 la població en edat de treballar era de 372 persones, 272 eren actives i 100 eren inactives. De les 272 persones actives 252 estaven ocupades (132 homes i 120 dones) i 20 estaven aturades (9 homes i 11 dones). De les 100 persones inactives 44 estaven jubilades, 30 estaven estudiant i 26 estaven classificades com a «altres inactius».

### Ingressos
El 2009 a Yronde-et-Buron hi havia 277 unitats fiscals que integraven 640,5 persones, la mediana anual d'ingressos fiscals per persona era de 20.443 €.

### Activitats econòmiques
Dels 21 establiments que hi havia el 2007, 3 eren d'empreses de fabricació d'altres productes industrials, 6 d'empreses de construcció, 4 d'empreses de comerç i reparació d'automòbils, 2 d'empreses d'hostatgeria i restauració, 1 d'una empresa d'informació i comunicació, 1 d'una empresa financera, 1 d'una empresa immobiliària, 1 d'una empresa de serveis i 2 d'empreses classificades com a «altres activitats de serveis».
Dels 5 establiments de servei als particulars que hi havia el 2009, 2 eren paletes, 1 electricista, 1 restaurant i 1 agència immobiliària.
L'any 2000 a Yronde-et-Buron hi havia 17 explotacions agrícoles que ocupaven un total de 490 hectàrees.

## Equipaments sanitaris i escolars
El 2009 hi havia una escola elemental.

## Poblacions més properes
El següent diagrama mostra les poblacions més properes.